# Zotes del Páramo
Zotes del Páramo ist eine Gemeinde (Municipio) mit 402 Einwohnern (Stand: 2024) in der Provinz León der Autonomen Gemeinschaft Kastilien-León. Die Gemeinde besteht neben dem namensgebenden Hauptort aus den Ortschaften  Villaestrigo del Páramo und Zambroncinos del Páramo.

## Geographie
Zotes del Páramo liegt etwa 40 Kilometer südsüdwestlich von León in einer Höhe von ca. 770 m. 

## Bevölkerungsentwicklung
| Jahr        | 1900 | 1950 | 1970 | 1981 | 1991 | 2001 | 2011 | 2021 |
| ----------- | ---- | ---- | ---- | ---- | ---- | ---- | ---- | ---- |
| Einwohner   | 1088 | 1399 | 1214 | 1130 | 858  | 626  | 487  | 418  |
| Quelle: INE |      |      |      |      |      |      |      |      |